# 政府紙幣
政府紙幣（せいふしへい）とは、「通貨発行権」を持つ政府が直接発行する紙幣、または、持たない場合において中央銀行が発行する銀行券と同じ法定通貨としての価値や通用力が与えられた紙幣のことである。国家紙幣ともいう。近年、不況対策としての通貨発行益をめぐって、さまざまな議論を呼んでいる。

## 概説
多くの国では、政府管轄の印刷局（日本は国立印刷局）や印刷会社で製造した紙幣をいったん中央銀行に交付して、中央銀行が銀行券として流通させることが一般的であるが、現在でも一部の国では、政府機関が直接紙幣を発行している場合がある。たとえばシンガポールの通貨シンガポールドルはシンガポール金融管理局が発行と管理を行っているが、これは中央銀行の業務を政府自ら行っているといえる。
中華人民共和国の香港特別行政区の法定通貨である香港ドルは、香港金融管理局の監督の下で民営銀行3行が紙幣を発行しているが、10香港ドル紙幣（ポリマー紙幣）だけは香港特別行政区政府の発行する政府紙幣である。このように銀行券と政府紙幣の双方が発行される場合もある。
現在のところ政府紙幣を発行している国は少数にとどまっているものの、中央銀行の発行する銀行券と同様に発行と流通に際して厳しく管理されている。

## 世界の政府紙幣の歴史
世界で最初の紙幣は中国の四川で発行された交子であり、当初は鉄貨の引換券として流通していた。やがて宋の政府が交子の発行を官業として国家が発行するようになり、これが政府紙幣の始まりである。その後の元では交鈔が発行され、補助貨幣の面もあった交子とは異なり当初から通貨として流通した。しかし財政難により濫発したことから、激しいインフレーションを招いた。元ののちの明でも宝鈔が活発に発行されたが、インフレーションはまぬがれなかった。

### アメリカ合衆国

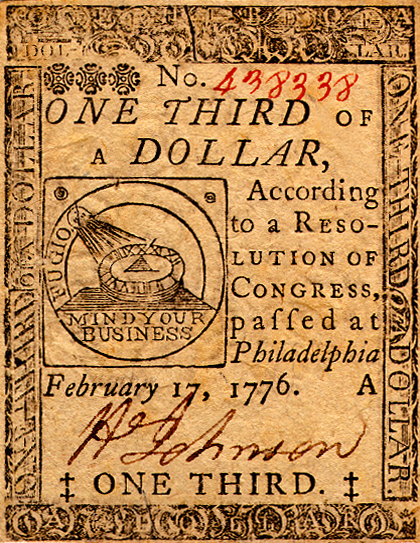
1/3ドル大陸紙幣(1776年2月17日)

アメリカではアメリカ独立戦争中の独立政府において、膨大な戦費をまかなう為に大陸紙幣 (Continental) と呼ばれる一種の政府紙幣を発行した。これはアメリカ合衆国建国後、地域紙幣として一時使用されつづけたが、不換紙幣であり濫発されたことから価値が暴落し信用のない通貨の代名詞になった。米英戦争 (1812年 - 1814年) 後の数年間と1830年にも国内鉄道基盤整備のための投資として不換紙幣が用いられたが、1837年恐慌 (Panic of 1837) で発行停止に追い込まれた。
また南北戦争時には戦費調達の必要性から1862年にリンカーン大統領によって、法貨条例 (Legal Tender Act of 1862)を制定。これに基づき、総額4.5億ドルのデマンド・ノート (Demand Note) を発行している。これはアメリカ合衆国財務省が初めて発行した紙幣であった。戦中に国立銀行法（National Bank Act）が制定されたこともあり、反対派（産業資本）と賛成派（農業）の利害抗争を反映して、このデマンド・ノートは回収されたり再発行されたりした。南北戦争後の1865年に至ってリンカーンはこれを合衆国の永続的な通貨発行システムとする意向を発表した。しかし暗殺されて発行は停止した。南部連合国も政府紙幣を発行したが、敗北したことで無価値となった。北部のデマンド・ノートは大不況初期の1878年に回収を禁じられた。翌年から法に基づいて正貨に兌換できるようになった。未払い額3億4668万1016ドルが当分流通し続け、1907年恐慌で1・2・5ドル券の発行額分高額券の回収が決まった。
1933年にフランクリン・ルーズベルト大統領は、ニューディール政策の一環として政府紙幣の発行を決め、政策を成功に導いたと評価されている。

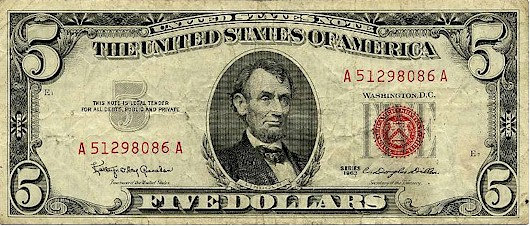
J.F.ケネディ政権下で発行された政府紙幣 $5札（1963年）

その後、1963年6月4日にケネディ大統領の大統領令11110号 (Executive Order 11110) によって政府紙幣が復活するが、その約半年後の11月22日にケネディ大統領は暗殺された。1971年1月以降は、政府紙幣の新規発行は行われていない。ただし、現在でも法律上において財務長官は、3億ドルを限度に合衆国紙幣を発行できるとされている（合衆国法典第31編第5115条）。

### フランス共和国

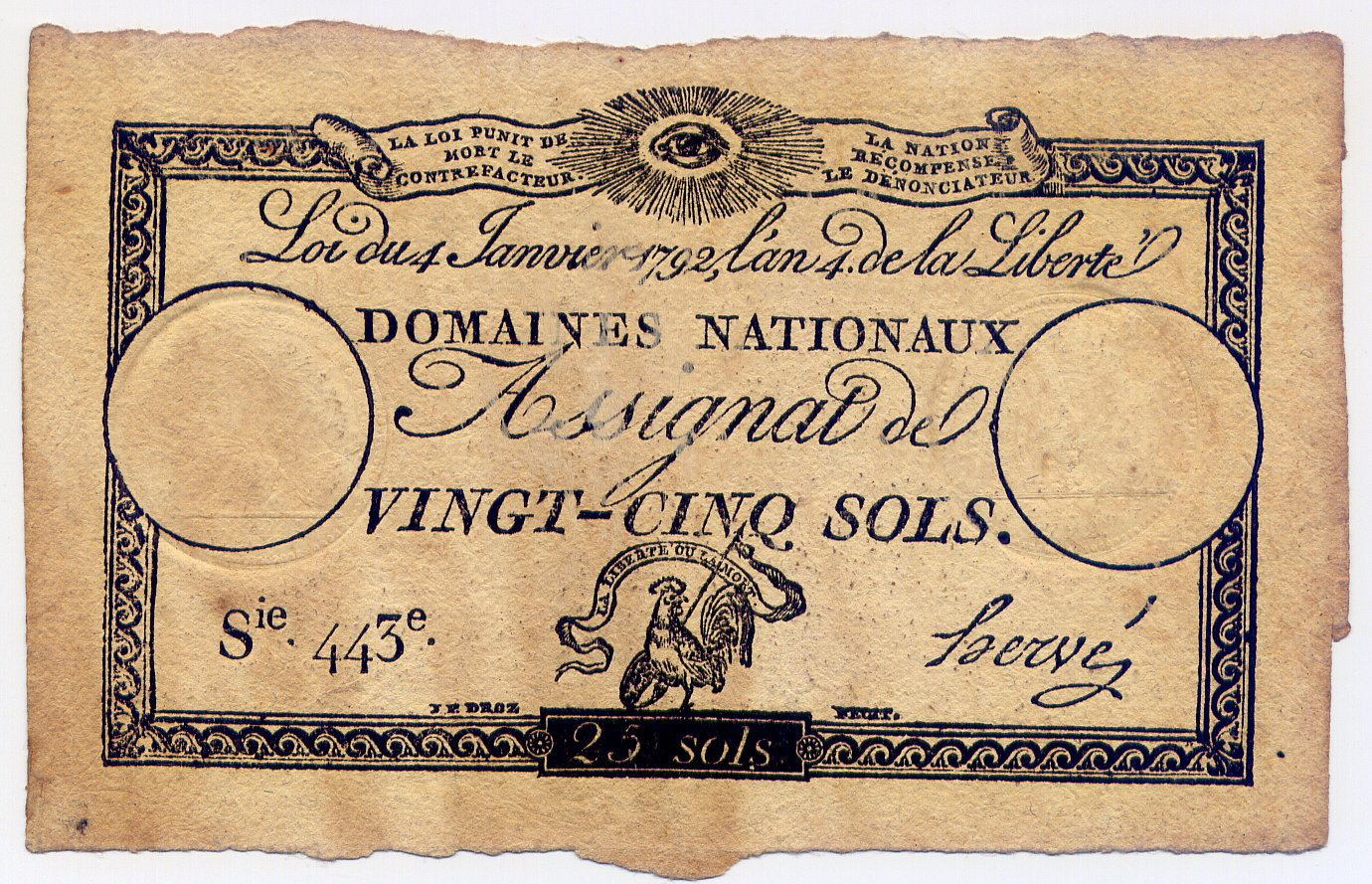
額面25ソルのアッシニア紙幣（1792年）

フランスではフランス革命後に成立した革命政府は、没収した教会財産を担保とするアッシニアを発行した。当初これは利子付債権であったが、1790年から事実上不換紙幣として流通した。十字軍時代から築かれた教会財産は兌換から守られた。フランスは19世紀にオスマン帝国の債権国となったが、第一次世界大戦中にオスマン債務管理局が政府紙幣を発行したときはイギリスをともなって抗議した。ヴェルサイユ条約とサン＝ジェルマン条約の双方によって、保証に使われた正金は連合国に接収された。

### 軍用手票
戦時には国家の組織である軍隊が軍用手票（軍票）を発行する。1907年締結のハーグ陸戦条約第52条に「現品を供給させる場合には、住民に対して即金を支払わなければならない、それが出来ない場合には領収書を発行して速やかに支払いを履行すること」とされており、最終的には戦後処理で清算する必要がある。
その一方で、事実上の通貨として流通する場合もある。代表的なものは、日本軍が第二次世界大戦で東南アジアで使用した大東亜戦争軍票、戦後も世界各国で展開するアメリカ軍の兵士が使用したMPC、アメリカ軍に占領された沖縄で一時的に使用されたB円などである。軍票も政府紙幣の一種といえ、濫発するとインフレーションを招くこともあるが、厳格に運用すると銀行券と同様に支障なく流通させることができる。実際にB円は沖縄における法定通貨として1958年まで使用されていた。

## 日本における政府紙幣

### 日本銀行創立以前の政府紙幣
江戸時代には、地方の諸侯が領内での流通に限定した藩札を発行していたが、これも一種の地方政権の発行する政府紙幣であった。発行目的のひとつに領内の殖産興業があったが、藩によっては濫発した為、額面よりも実際の価値が幕府発行の貨幣に対して著しく低い場合も少なくなかった。
明治維新後の明治政府は、何度も政府紙幣を発行した。最初は戊辰戦争時の太政官札であり、西南戦争時には明治通宝が発行されたが、いずれも戦時支出のために大量に発行された。ついで発行された国立銀行紙幣もうまく機能しなかったことから、1883年に旧紙幣と交換された神功皇后が描かれた改造紙幣が発行されたが、この紙幣の名義は「大日本帝国政府紙幣」であった。その後日本銀行が設立されたことで、各種の政府紙幣は流通が停止し使用禁止となった。
明治の維新政府は、税制など歳入システムが未整備のままスタートした。政府支出の大部分は、太政官札などの政府紙幣の発行によって賄われていた。当初は、デフレギャップが存在していたので、物価も上昇せず、経済も順調に拡大した。しかし1877年（明治10年）の西南戦争の戦費がかさんだ。このための政府紙幣が大量に発行されたことが原因でインフレが起った。流通通貨の増大でインフレギャップが生じたのである。農産物が高騰し、農村は潤ったが、都会生活者、特に恩給暮しの者達は困窮した。そこで政府は、増税などによって政府紙幣の回収を始めた。この結果、物価動向も落ち着いた。しかし新たに登場した松方内閣（松方首相が大蔵大臣兼任）はさらに多くの政府紙幣の回収を行った。この結果、大幅に需要が減り、デフレーションになった（松方デフレ）。

### 小額政府紙幣

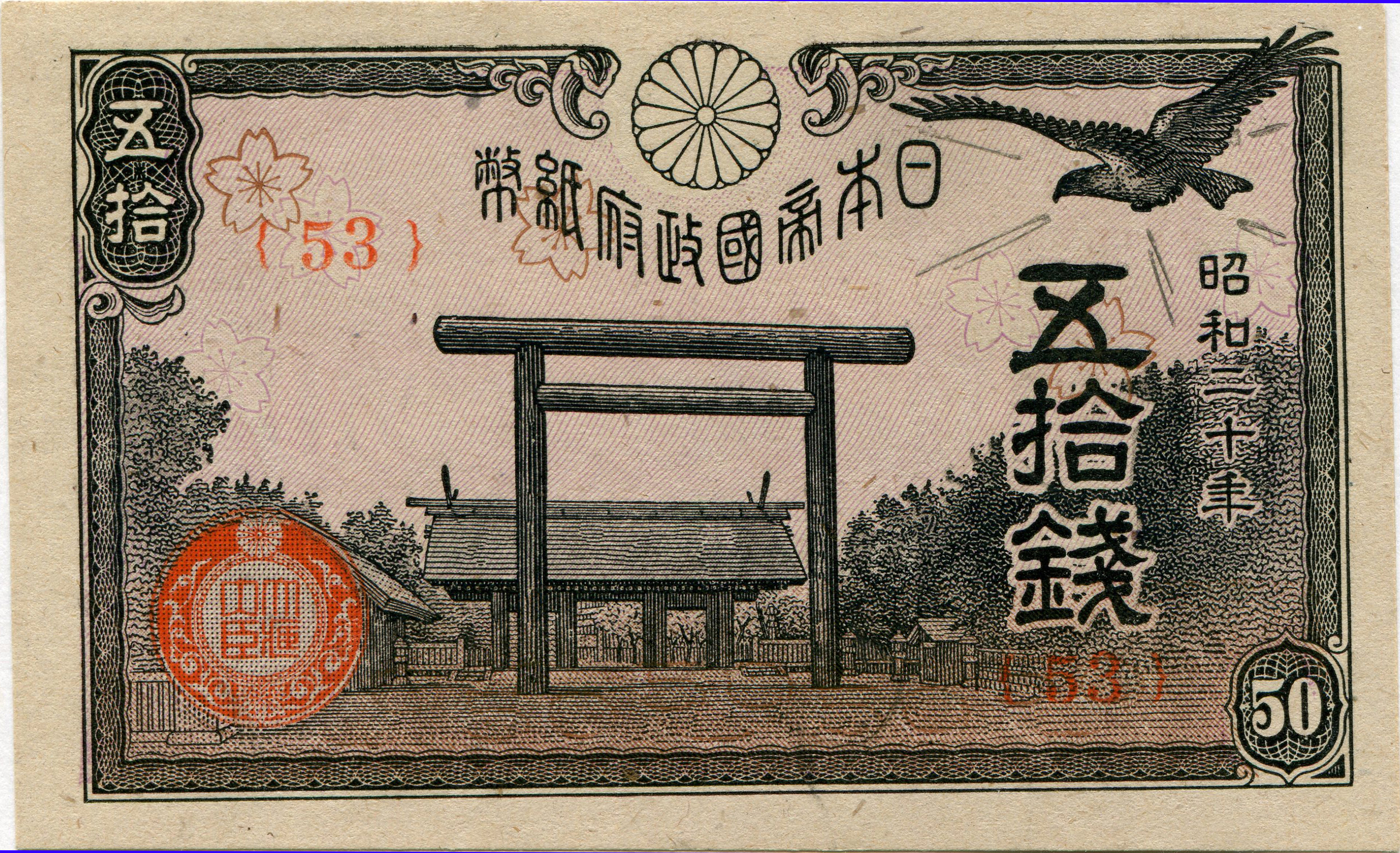
1945年（昭和20年）の靖国神社50銭政府紙幣

第一次世界大戦中には、戦争により銀価格が急騰したため、銀貨の発行継続が困難になり50銭、20銭、10銭の政府紙幣が発行された。この措置は戦争終結により銀価格が落ち着いた為に解除された。
しかし日華事変勃発後の1938年以降は、またしても銭単位の補助通貨が金属物資の戦争優先使用のために発行できなくなり、50銭の政府紙幣が発行された。当初は富士山を描いた紙幣であったが、紙幣増産のために民間印刷会社に委託されたことに伴い靖国神社に図案に変更になった。終戦後50銭硬貨が復活したが、戦後インフレーションのためにコスト割れになるおそれがあったため、板垣退助の図案の政府紙幣が再び発行された。なお、これら50銭の政府紙幣も1953年小額通貨の整理及び支払金の端数計算に関する法律により廃止されたため、現在では日本の政府紙幣で有効なものは存在しない。上記のように日本銀行発足後に発行された政府紙幣はいずれも小額政府紙幣であり、前述のような戦時での金属不足などの特殊な状況下日本政府が発行する硬貨の代替との性格が強いものであった。

## 政府紙幣導入の論議
近年、一部の経済学者ないし政治家が、ケインズ経済学の立場などから、政府紙幣を発行すべきと主張している。政府紙幣は国債とは違い償還不要で金利が付かず債務にならない利点があるからである。また通貨供給量を増大させる手段でもある。裏づけのない政府紙幣を無制限に発行すれば、猛烈なインフレーションを発生させる危険性がある。なお、日本では硬貨は政府発行であるが、これは国庫の預金を引き当てたうえで（裏づけとして）発行している。

### 1997 - 2004年
1997年の消費税増税に伴う日本経済の景気減速への対策として、日本の特定の経済学者が、1998年以降、政府紙幣を発行し財政支出として活用すべきとの主張をした。国債発行は債務として残る上に利子が付くという弱点があるので政府紙幣で財政支出を増やそうという、ケインジアン的な経済政策である。
大蔵省官僚であった榊原英資・慶應義塾大学教授（当時。その後は早稲田大学客員教授等）は、『中央公論』2002年7月号に「〈日本が構造的デフレを乗り切るために〉政府紙幣の発行で過剰債務を一掃せよ」という論文を書いた。ただし、榊原は政府紙幣の発行は「一回限りということを政治レベルで明確に確認する必要がある」と指摘し、あくまで緊急避難的な政策であるとしていた。
2003年4月16日に、日本政府の財務大臣の諮問機関である関税・外国為替等審議会の専門部会は、ノーベル経済学賞受賞者の経済学者スティグリッツを呼び、日本の政策への意見を聞いたがスティグリッツは「政府紙幣の発行を提言したい、緩やかに政府紙幣を市場に出せばハイパーインフレを引き起こすことはないし、国債では債務を借り替える必要があるが、政府紙幣ならそうする必要がないという利点がある。また会計上政府の債務の一部として計上されることはないし、国家としての格付けも下がらない」と利点を主張し政府紙幣発行を薦める主旨の発言をしている。
同様に財務省の高橋洋一は、2004年に日本政府内で政府紙幣の発行を提案し、その準備の文書を作成している（「政府紙幣発行の財政金融上の位置づけ」）。高橋によれば、日銀券とは別に財務省が政府紙幣を発行し国民に配るというもので、当時の竹中平蔵大臣にこの政府紙幣の発行をデフレ対策の切り札として提案していた。また、法律では貨幣の発行権は政府にあるので、法改正なしに政府の判断で政府紙幣の発行ができると主張した。
しかし、政府紙幣の発行はいずれも個人的な提言のみで終わった。

### 2008 - 2009年
2008年から2009年にかけて深刻化した景気後退期において、元金融担当大臣であった渡辺喜美が麻生太郎首相に対して政府紙幣の発行を提言した。政策提言書の末尾には「（政府紙幣発行などの）提言が速やかかつ真摯に検討、審議されない場合、政治家としての義命により自民党を離党する」としていたが、そのほかの政策提言全てが無視されたことから離党した。
高橋洋一は再度、政府紙幣発行を景気浮揚策として主張しており、それによれば現状のデフレーション（デフレ）と円高を是正する手段として25兆円の政府紙幣を発行することで、物価は1%から2%上昇し、為替は1ドル120円ほどの円安になるという。フィリップス曲線の理論からすれば、インフレーションが起きると失業が減るし雇用の確保をすることになり、インフレーションを起こす（インフレターゲット）ためには、政府紙幣発行が最も簡便な手法であるとの主張である。高橋はまた国民一人当たり20万円の政府紙幣を配布することも提案している。だが、高橋は政府紙幣発行をリフレ政策のひとつの手段であるとして理解し、政府紙幣ですべてをまかなうか、金融緩和で75兆円のマネーを供給しようか、どちらでもかまわないと2009年には主張している。経済学者の若田部昌澄は「日銀が政府の長期国債を新規発行国債に限らず、大量に購入すればよいが、日銀はこれまで長期国債の購入を渋ってきた。日銀の行動が変わらないとすれば政府通貨は十分考慮に値する」と述べている。
なお日本で発行する為には通貨法の改正が必要となるなどの意見もあるが、東洋大学教授職に就いていた高橋洋一は、政府は通貨法で記念事業として1万円までの通貨（記念貨幣）を発行できるので、記念貨幣であれば法改正は必要ないとしている。また2月6日には政府紙幣など経済対策の新たな財源を探るとする「政府紙幣・無利子国債発行を検討する議員連盟」が自由民主党内に発足するなど、赤字国債発行や増税によらない財源のひとつとして政府紙幣の発行が必要であるとの動きもある。それによれば2009年春までに意見をまとめ、次期総選挙の経済対策の目玉にする意向であるというものであった。
政府紙幣のアイディアに対して、麻生内閣の中川昭一財務大臣、与謝野馨経財大臣（いずれも当時）ら経済関係閣僚は、日本銀行券に加えてさらに政府紙幣を大量発行すれば大幅な供給過剰に陥って円の信用が著しく低下し、収束不能の高インフレーション、過度な円安に向かう危険性があると否定的な見解を示した。ある程度の円高是正であれば景気対策として有効性もあるが、それを超えて大幅な円安が進行すれば、輸出には有利な反面、原料の輸入価格の著しい上昇も招くため、結果的に高インフレ発生を意味する。
政府紙幣発行の提言に対し政治家からの批判的な意見としては、中川昭一が「日銀券を二つ作るようなもので、中央銀行がある中では、世界中にこういうものを使っているところはないと聞いている。あまりに次元の違う問題を喚起する可能性がある」として慎重な姿勢を示している。また2009年2月5日に自民党の各派閥の総会では、伊吹文明が「政府紙幣はマリファナだ。有権者に吸わせて、いい気分にして票を取ろうという意図でやってはいけない」と批判したほか、高村正彦は「中央銀行が一元管理をすることが大切だと言うことは歴史上人類が学んできた知恵。安易に例外を認めるべきではない」と発言するなど、政府紙幣発行には否定的な意見が出されている。
こうした中、2009年3月11日、麻生太郎首相は政府紙幣の発行を検討対象とする意向を表明した。ただし、その後政府紙幣導入に関する議論は前進が見られていなかった上、第45回衆議院議員総選挙で麻生の自由民主党が政権与党の地位を喪失したため、事実上検討することは白紙になった。

### 現在
現在は日本銀行の私的独占形態に鑑み、あらゆる組織枠組みに捉われず、政府紙幣から地域通貨及び独自紙幣通貨の運用が模索されている。